# Candida saitoana
Candida saitoana är en svampart som beskrevs av Nakase & M. Suzuki 1985. Candida saitoana ingår i släktet Candida, ordningen Saccharomycetales, klassen Saccharomycetes, divisionen sporsäcksvampar och riket svampar.   Inga underarter finns listade i Catalogue of Life.